# سید مرتضی محمودی (نماینده تهران)
سید مرتضی محمودی (زاده شهریور ۱۳۵۶) سیاستمدار ایرانی و نماینده دوره دوازدهم مجلس شورای اسلامی از حوزه انتخابیه تهران، ری، شمیرانات، اسلامشهر و پردیس است.
محمودی از مدیران سابق شهرداری تهران و دولت سیزدهم در وزارت راه و شهرسازی بوده و در حوزه‌های عمرانی، فرهنگی و دانشگاهی فعالیت داشته است. او همچنین از مداحان و ذاکران اهل بیت شناخته‌شده تهران است و دیپلم افتخاری هنری در رشته شعر دارد. او توانست به عنوان عضو فهرست های ائتلاف مردمی نیروهای انقلاب اسلامی (امناء)، جبهه صبح ایران (مصاف) و شبکه راهبردی یاران انقلاب اسلامی (شریان) با کسب ۲۲۱٬۳۳۳ هزار رأی در دور اول و ۲۱۱۸۶۰ رای در دور دوم، نفر بیست و پنجم تهران و راهی مجلس شود.
محمودی از مدافعان گفتمان عدالت‌خواهی و از منتقدان جدی جریان‌های اصول‌گرایی و اصلاح‌طلبی است. او معتقد است که هر دو جناح در برهه‌هایی از مسیر انقلاب فاصله گرفته‌اند.

## اطلاعات شخصی
سید مرتضی محمودی متولد ۲۹ شهریور ۱۳۵۶ در تهران است، از خانواده و همسر او اطلاعات زیادی در دسترس نیست. او دارای مدرک دکتری سیاستگذاری عمومی و فوق‌لیسانس علوم تربیتی با گرایش مدیریت آموزشی است. همچنین دیپلم افتخاری هنری در رشته شعر دارد و به عنوان شاعر و ذاکر اهل بیت شناخته می‌شود، وی دانشجوی دوره دکتری سیاستگذاری عمومی نیز بوده که مورد تأیید وزارت علوم قرار گرفته است.

## گرایش سیاسی
محمودی از چهره‌های نزدیک به سعید جلیلی است و در دو انتخابات ۱۴۰۲ و ۱۴۰۳ مسئولیت ستادهای استان تهران و همچنین مسئولیت هماهنگی ستادهای مردمی جلیلی را در سال ۱۴۰۳ بر عهده داشته است.
وی همچنین عضو هیئت‌ موسس و شورای مرکزی شبکه راهبردی یاران انقلاب اسلامی (شریان) نیز می‌باشد.
محمودی از منتقدان جریان‌های رسمی اصول‌گرایی و اصلاح‌طلبی است. او با تأکید بر ضرورت بازگشت به گفتمان اصیل انقلاب اسلامی، بارها از آنچه «محافظه‌کاری اصول‌گرایان» و «سازش‌طلبی اصلاح‌طلبان» خوانده، انتقاد کرده است. محمودی معتقد است که هر دو جریان در سال‌های اخیر از مطالبات واقعی مردم و آرمان‌های انقلاب فاصله گرفته‌اند و بیش از آنکه به تحول‌خواهی و عدالت‌طلبی پایبند باشند، درگیر منافع جناحی و رقابت‌های قدرت شده‌اند.
او در سخنرانی‌ها و مواضع رسانه‌ای خود، بر لزوم شکل‌گیری یک جریان مردمی و انقلابی تأکید دارد که بتواند فارغ از تقسیم‌بندی‌های مرسوم سیاسی، به بازسازی اعتماد عمومی و تحقق عدالت اجتماعی بپردازد. همین نگاه باعث شده تا محمودی در میان بخشی از نیروهای جوان و تحول‌خواه، چهره‌ای متفاوت و منتقد نسبت به ساختارهای رسمی سیاسی تلقی شود.

## عملکرد و دیدگاه‌ها

### استیضاح همتی
محمودی را از منتقدان سیاست های اقتصادی و چهره های کلیدی هسته سخت استیضاح عبدالناصر همتی نام می‌برند ؛ که نتیجه این تلاش‌ها به استیضاح وزیر اقتصاد دولت چهاردهم انجامید.

### تحریم‌ها و سیاست خارجی
محمودی به عنوان سخنگوی کمیسیون امور داخلی کشور و شوراهای مجلس، مواضع صریحی در قبال تحریم‌های آمریکا اتخاذ کرده است. او فشارهای حداکثری آمریکا را بخش مهمی از دکترین تقابلی این کشور در مقابل جمهوری اسلامی دانسته و معتقد است ایران باید به جای امید بستن به رفع محدودیت‌ها، راه‌های خنثی‌سازی تحریم‌ها را شناسایی کند . محمودی همچنین کنترل تنگه هرمز را ابزار بازدارنده ایران در برابر تهدیدات جهانی معرفی کرده و تأکید دارد که حمایت از جبهه مقاومت و حفظ دستاوردهای موشکی و هسته‌ای کشور جزو اصول غیرقابل مذاکره جمهوری اسلامی هستند

### انتقاد از عملکرد دولت و دستگاه‌های اجرایی
محمودی در موارد متعددی از عملکرد دولت و دستگاه‌های اجرایی انتقاد کرده است. وی همچنین از عدم پاسخگویی دقیق دستگاه‌های اطلاعاتی و امنیتی درخصوص مسائل جنگ گلایه کرده و خواستار حضور وزرای مرتبط در کمیسیون برای پاسخگویی به سوالات نمایندگان شده است.

### مواضع درباره وحدت و وفاق ملی
محمودی در تحلیل‌های خود به موضوع وفاق ملی نیز پرداخته است. او معتقد است برخی اصولگرایان از دولتی‌ها بیشتر غرق وفاق شده‌اند و این واژه به ابزاری سیاسی تبدیل شده است. محمودی می‌گوید: "دولتی‌ها مجلس را با این واژه تا حدودی مهار کردند، به ویژه در بزنگاه‌هایی که مجلس باید مستقل عمل می‌کرد." او وفاق واقعی را شامل نظر همه گروه‌ها در تصمیم‌گیری‌ها می‌داند، نه صرفاً یک شعار سیاسی .

### افشاگری‌ها و پیگیری پرونده‌های فساد
محمودی به عنوان نماینده مجلس، در پیگیری پرونده‌های فساد نیز فعال بوده است. او خواستار تسریع در تعیین تکلیف پرونده تخلفات شرکت کروز شده و تأکید کرده است: "هر چه زودتر پرونده تخلفات شرکت کروز تعیین‌تکلیف شود" . همچنین در مورد پرونده موسسات مالی غیرمجاز، محمودی از دولت خواسته تا به مطالبات سپرده‌گذاران رسیدگی کند، هرچند این پرونده مربوط به دوره‌های قبل از مجلس دوازدهم است .

### نگاه به مسائل اقتصادی و معیشتی
محمودی به مسائل معیشتی مردم نیز توجه ویژه‌ای دارد. او از دولت خواسته با گرانی‌ها و تورم مقابله کند و تأکید کرده است: "مردم در فشار هستند، کشور ما پر از ظرفیت است و دولت باید به فکر مردم باشد" . نماینده تهران همچنین واردات بنزین در شرایط کمبود ارز را غیرمنطقی دانسته و معتقد است این کار توجیه‌پذیر نیست .

## مسئولیت‌ها

### ۱. سوابق کاری و اجرایی پیش از نمایندگی
مدیر عامل و رئیس هیئت مدیره شهر جدید ایوانکی
عضو علی البدل دوره ششم شورای اسلامی شهر تهران
دبیر هیئت تجدید نظر رسیدگی به تخلفات کارکنان شهرداری تهران
قائم مقام مرکز امور عمرانی املاک و مستغلات دانشگاه آزاد اسلامی
نایب‌رئیس هیئت مدیره شرکت فرهیختگان دانشگاه آزاد اسلامی
دبیر ستاد مسکن کارکنان و هیئت علمی دانشگاه آزاد اسلامی
مشاور مدیر عامل سازمان نوسازی شهرداری تهران
مشاور اجرایی معاونت توسعه اسلامی
دبیر شورای هماهنگی تشکل های دینی استان تهران

### ۲. سوابق کاری و اجرایی درون مجلس
عضو و سخنگوی کمیسیون امور داخلی و شوراهای مجلس شورای اسلامی
عضو کمیسیون ویژه حمایت از تولید و نظارت بر اجرای اصل ۴۴ قانون اساسی 
عضو و سخنگوی فراکسیون مقاومت مجلس
عضو گروه‌ دوستی پارلمانی ایران ، سوریه، لبنان 
عضو هییت عالی نظارت بر انتخابات شورای اسلامی شهر و روستا
عضو ناظر مجلس در کمیسیون ماده ۱۰ احزاب
رئیس کمیته امنیت داخلی و انتظامی مجلس شورای اسلامی
رئیس کمیته حمایت از تولید ملی و کالای ایرانی 
عضو و سخنگوی کمیسیون مشترک بررسی لایحه ساماندهی اتباع خارجی